# 薩克森的沃芙希爾德

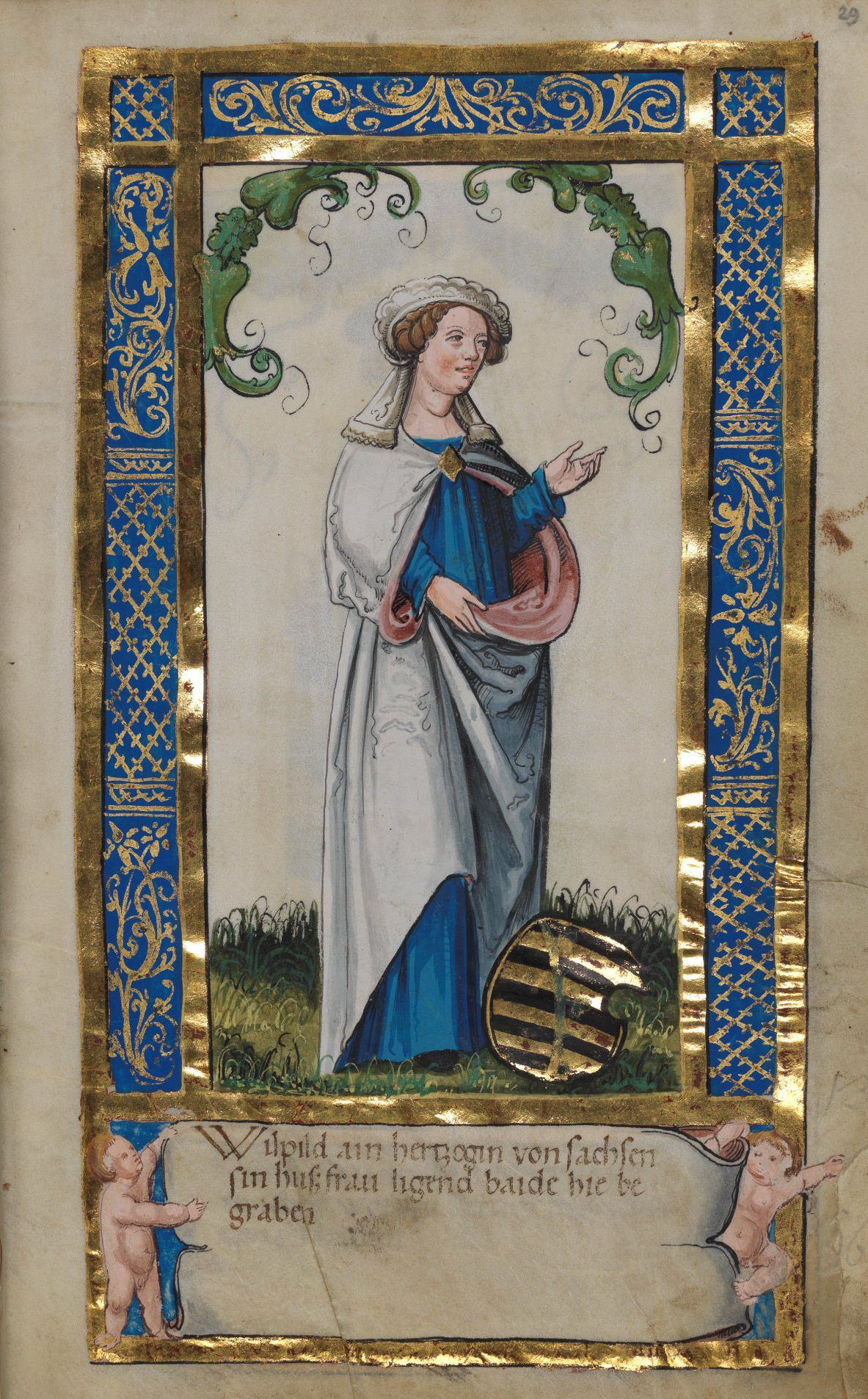
薩克森的沃芙希爾德（約1510年）

薩克森的沃芙希爾德（德語：Wulfhild von Sachsen，1072年—1126年12月29日），巴伐利亞公爵夫人，薩克森公爵馬格努斯的女兒，母親是匈牙利的索菲亞。

## 家庭
1095年左右，沃芙希爾德與巴伐利亞公爵韋爾夫一世的次子海因里希結婚，兩人共有3子2女：
1. 茱蒂絲（1100年—1130年）
2. 亨利十世（1102年—1139年）
3. 康拉德（英语：Conrad of Bavaria）（1105年—1154年）
4. 索菲亞（英语：Sophia of Bavaria (1105–1145)）（1105年—1145年）
5. 韋爾夫（1115年—1191年）